# كا ماتي

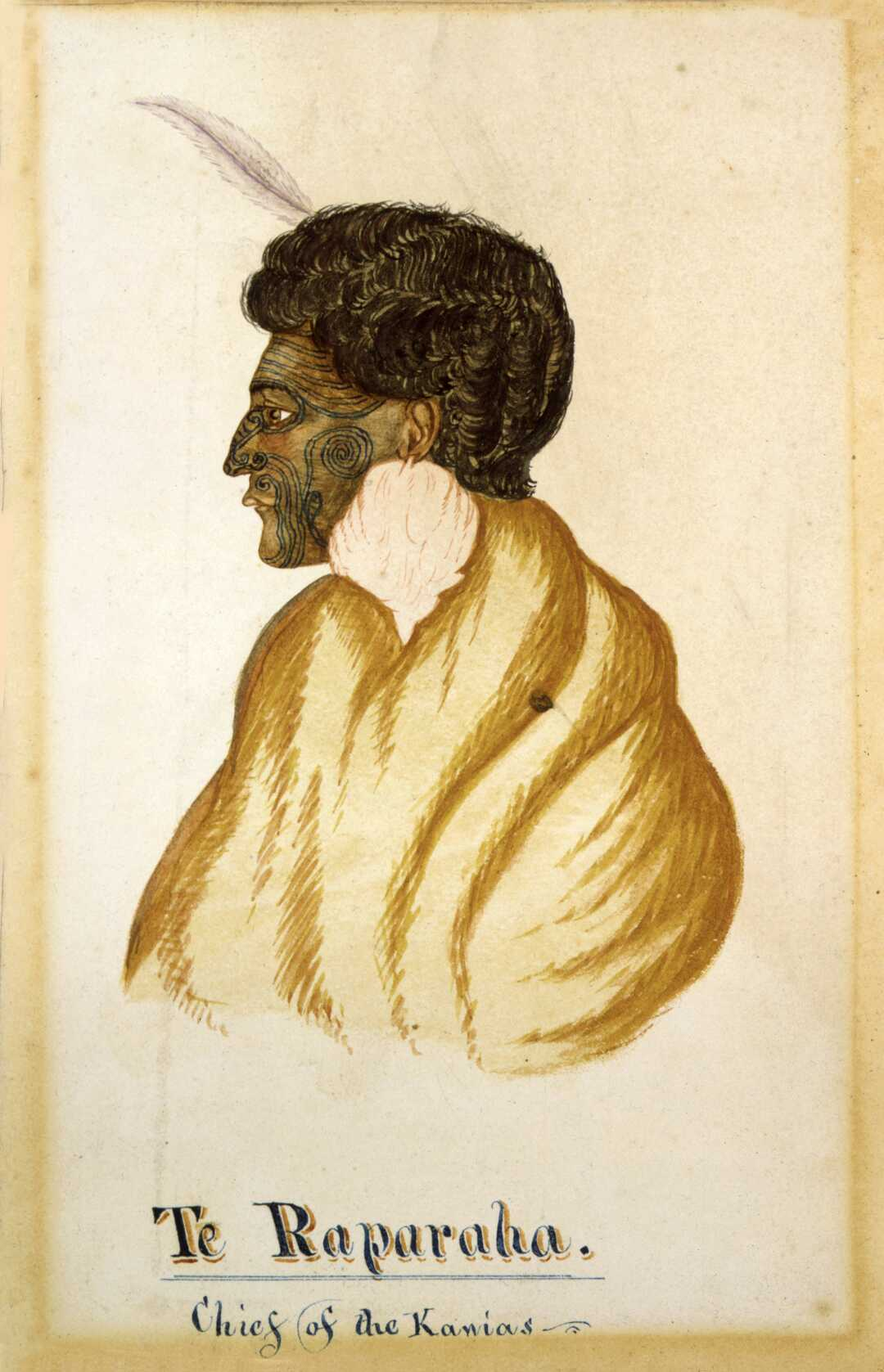
تي راوباراها، في أربعينيات القرن التاسع عشر

كا ماتي (بالماورية: Ka Mate) هي هاكا (مجموعة رقصات) ماورية كتب كلماتها تي راوباراها [الإنجليزية] وهو زعيم حرب من زعماء قبيلة نغاتي توا [الإنجليزية] في الجزيرة الشمالية من نيوزيلندا.
وضع تي راوباراها هذه الهاكا حوالي سنة 1820، احتفالًا بنجاته من مطاردة أعدائه من قبيلتي نغاتي مانيابوتو ووايكاتو، الذين اختبأ منهم في حفرة لتخزين الطعام، قبل أن يخرج من الحفرة ليلتقي حليفه الزعيم «تي واريانغي» (الذي يلقبه بالرجل المشعر).

## كلمات الهاكا
تبدأ هذه الهاكا بالهتاف:
Kikiki kakaka kauana!

Kei waniwania taku tara

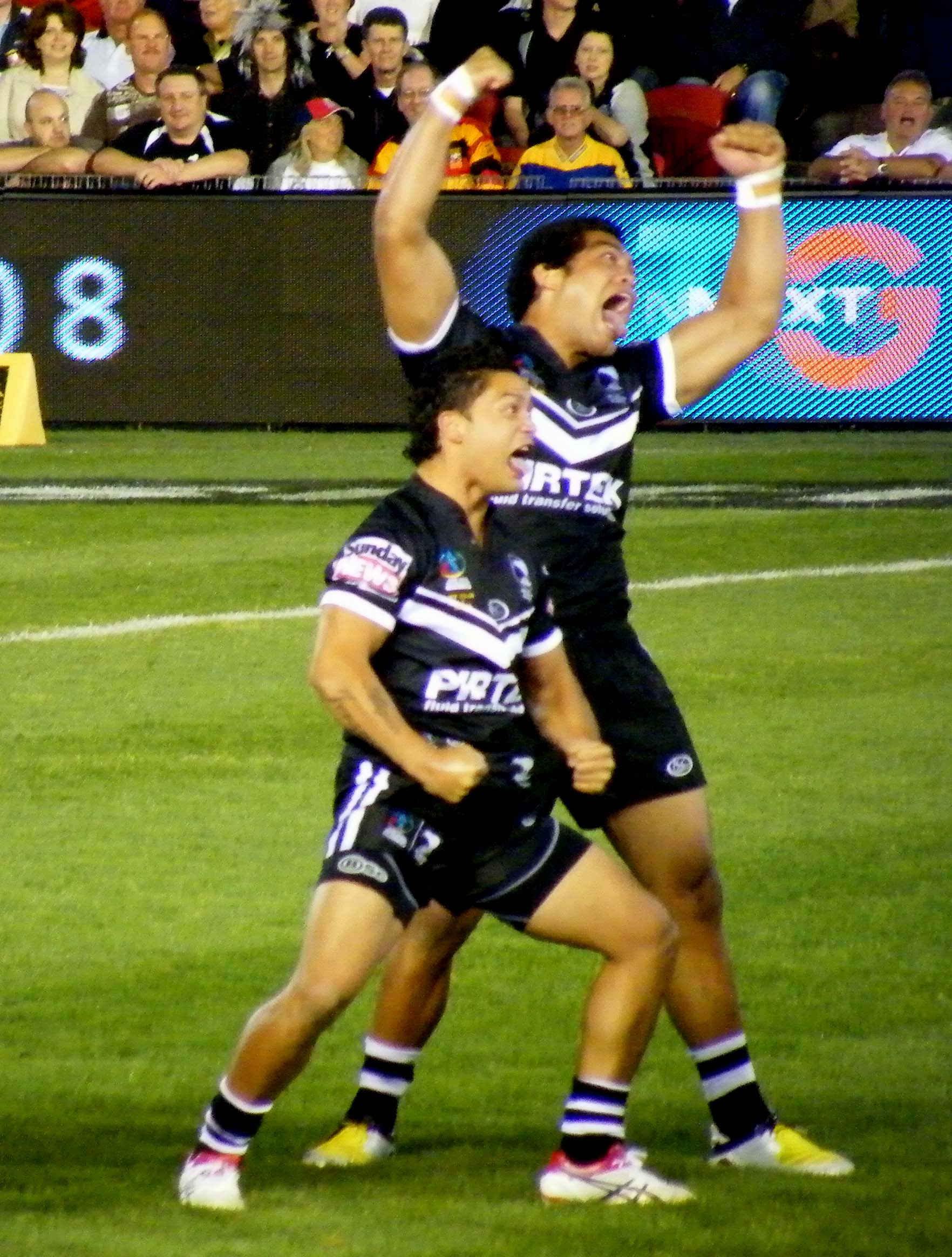
لاعبان من منتخب نيوزيلندا للرجبي يؤديان هاكا "كا ماتي" قبيل مباراة منتخبهما مع المنتخب الإنجليزي في مدينة نيوكاسل سنة 2008.

Kei tarawahia, kei te rua i te kerokero!

He pounga rahui te uira ka rarapa;

Ketekete kau ana to peru kairiri

Mau au e koro e – Hi! Ha!

Ka wehi au ka matakana,

Ko wai te tangata kia rere ure?

Tirohanga ngā rua rerarera

Ngā rua kuri kakanui i raro! Aha ha!
ويلي ذلك النص الرئيس للهاكا:
| كا ماتي | Ka mate, ka mate! ka ora! ka ora! Ka mate! ka mate! ka ora! ka ora! Tēnei te tangata pūhuruhuru Nāna nei i tiki mai whakawhiti te rā Ā, upane! ka upane! Ā, upane, ka upane, whiti te ra! | كا ماتي |

وترجمته:
| كا ماتي | إنه الموت! إنه الموت! (أو: قد أموت! قد أموت!) إنها الحياة! إنها الحياة! (أو: قد أعيش! قد أعيش!) إنه الموت! إنه الموت! إنها الحياة! إنها الحياة! هذا هو الرجل المشعر الذي جلب الشمس وجعلها تشرق خطوة للأمام، خطوة أخرى للأمام! خطوة للأمام، أخرى... وتشرق الشمس! | كا ماتي |

## كا ماتي في ملاعب الرجبي
تعد «كا ماتي» أشهر هاكا في نيوزيلندا وفي غيرها، إذ يؤديها منتخب نيوزيلندا للرجبي وغيره من فرق الرجبي النيوزيلندية قبيل المباريات الدولية. وقد استبدلت بها في بعض الأحيان ـ بدءًا من سنة 2005 ـ هاكا أخرى تُعرف باسم «كابا أو بانغو».